# Bitva u Losecoat Field
Bitva u Losecoat Field, také označována jako bitva u Empinghamu, se odehrála 12. března 1470 jako součást války růží.

## Pozadí
Téměř před rokem, v červenci 1469 byl Eduard IV. z rodu Yorků poražen a uvězněn po bitvě u Edgecote Moor Richardem Nevillem, hrabětem z Warwicku podporujícím rod Lancasterů. S pomocí svého bratra Richarda, vévody z Gloucesteru ale obnovil svou moc.
V březnu roku 1470 byl Warwick v podobné pozici jako před bitvou u Edgecote Moor. Nebyl schopen uplatňovat jakýkoli vliv na krále a jeho politiku. Chtěl místo Eduarda dosadit na anglický trůn jeho bratra Jiřího Plantageneta, vévodu z Clarence tak, aby mohl znovu ovlivňovat správu země. Poté, co se jeho rodina roku 1470 dostala do nemilosti krále, obrátil se Robert Welles na Warwicka s prosbou o pomoc. Warwick si uvědomil, že by to mohla být příležitost k odstranění Eduarda z trůnu.
Welles začal v centru svého vlivu v Lincolnshire shromažďovat armádu. Ostatní části Lincolnshire žádaly krále, aby zasáhl, a tak Eduard začal 4. března organizovat vojsko. Zpráva o tom, že král připravuje tažení do Lincolnshire, vyvolala v obyvatelích této oblasti paniku. Wellesovým přičiněním byla šířena zpráva, že Eduard se chystá vypravit do Lincolnshire a ty, kteří byli po bitvě u Edgecote Moor omilostněni pobít. S podporou Warwicka a Clarence se Wells prohlásil velitelem lidu Lincolnshire. 4. března byla odeslána zpráva do okolních panství, požadující, aby se shromáždili všichni schopní muži a Wells tak mohl králi vzdorovat. 7. března byl král informován, že vzbouřenci postupují v počtu 100 000 mužů na Stamford (Lincolnshire).
Později král obdržel zprávu od Warwicka a Clarence, že se přesouvají se svými muži na sever, aby ho podpořili. Nic netušící král vytvořil komisi, která povolila Warwickovi, aby vytvořil vojsko z profesionálních žoldnéřů. Poté se dověděl o tom, že vzbouřenci změnili směr svého přesunu a míří k Leicesteru, podobně jako Warwick a Clarence. Eduard stále ještě neznal Warwickovy záměry a tak zůstal klidný. Welles obdržel dopis od krále, kterým mu nařizoval odzbrojit své muže, jinak jeho otce Richarda Wellese, kterého držel v zajetí, popraví. Welles poté rychle změnil směr pochodu na Stamford.

## Bitva
Eduardovi zvědové ho informovali, že Wellesova armáda se nachází několik kilometrů od Stamfordu a formuje se k bitvě poblíž Empinghamu v Rutlandu. Eduard nařídil, aby se jeho vojsko zformovalo do bitevního postavení na sever od Wellesových sil. Poté nechal v prostoru mezi oběma vojsky popravit lorda Wellese.
Tento čin přiměl vzbouřeneckou armádu k tomu, aby vyrazila proti Eduardovu vojsku s výkřiky „Warwick“ a „Clarence“. Eduard nechal vypálit salvu z děl a nařídil svým mužům, aby vyrazili proti nepříteli. Předtím, než došlo ke kontaktu předních linií a mohl být zahájen boj muže proti muži, bitva skončila. Vzbouřenci zakolísali a rozprchli se v obavě před střetem se zkušenými královými vojáky.
Oba velitelé vzbouřenců, Robert Welles i Richard Warren, byli na útěku zajati a o týden později popraveni. Podle pověsti je jméno bitvy odvozeno od skutečnosti, že Wellesovi vojáci byli oblečeni do kabátů s Warwickovými a Clarencovými barvami a na útěku, aby nebyli poznáni, je rychle odhazovali – lose-coat („ztracený kabát“). Současné prameny zmiňovaly tento střet jako bitvu u Hornfieldu (Horn je jméno blízké vesnice).